# Harderwijk

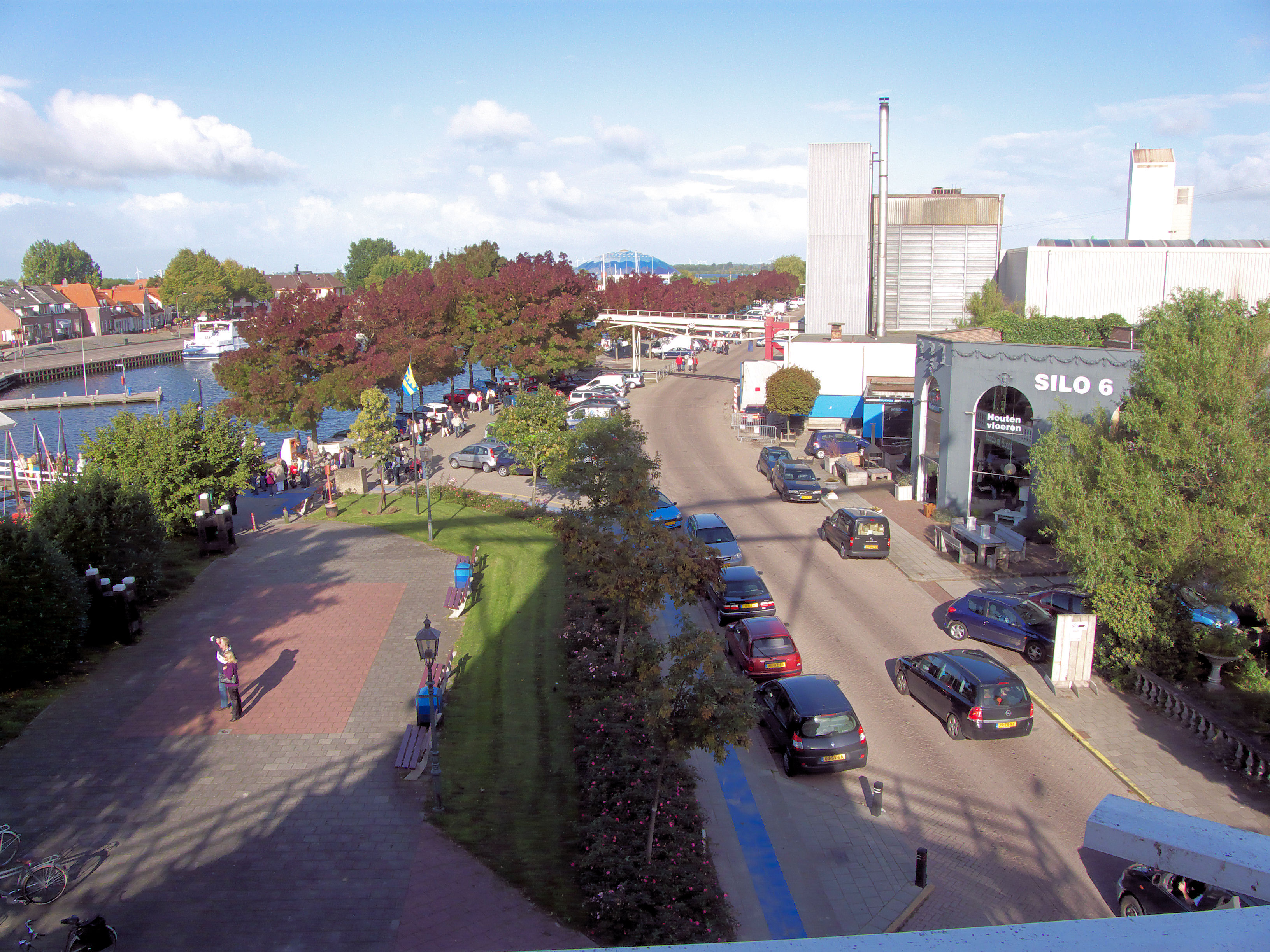
Utsikt från väderkvarnen i Harderwijk.

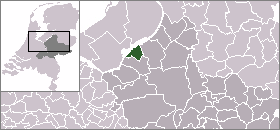
Harderwijks läge i Nederländerna

Harderwijk är en kommun i provinsen Gelderland i Nederländerna. Kommunens totala area är 48,27 km² (där 9,81 km² är vatten) och invånarantalet är på 40 957 invånare (2005).
Harderwijk var tidigare känt för ett betydande fiske, som genom torrläggningen av Zuiderzee omöjliggjordes. 1648-1811 fanns ett universitet i Harderwijk, vid vilket bland andra Carl von Linné erhöll sin doktorsgrad 1735.